# Абу-Алі – Хурсанія (газопровід)
Абу-Алі – Хурсанія (газопровід) – складова трубопровідної інфраструктури газопереробного заводу Хурсанія, що працює на сході Саудівської Аравії.
Протягом трьох десятиліть переробка попутного газу нафтового родовища Беррі відбувалась на газопереробному заводі Беррі. На початку 21 століття частину цього ресурсу вирішили спрямувати на новий ГПЗ Хурсанія, для чого в 2007-му ввели в дію газопровід BKTG-1 (Berri Khursaniyah Trunkline Gas-1) від установки сепарації нафти та газу (Gas Oil Separation Plant, GOSP) на острові Абу-Алі. 
Трубопровід має довжину 66 км, з яких 22 км припадає на офшорну ділянку. Він виконаний в діаметрі 750 мм та за проектом був розрахований на перекачування 6,2 млн м3 на добу.
Можливо також відзначити, що в першій половині 2020-х років також з’явився конденсатопровід Абу-Алі – Хурсанія.